# Arroio Buriti
Arroio Buriti är ett vattendrag i Brasilien.   Det ligger i delstaten Rio Grande do Sul, i den södra delen av landet, 1 500 km sydväst om huvudstaden Brasília.
Omgivningarna runt Arroio Buriti är en mosaik av jordbruksmark och naturlig växtlighet. Runt Arroio Buriti är det glesbefolkat, med 14 invånare per kvadratkilometer.